# Rosalia alpina
Rosalia alpina là một loài bọ cánh cứng trong họ Cerambycidae.

## Hình ảnh

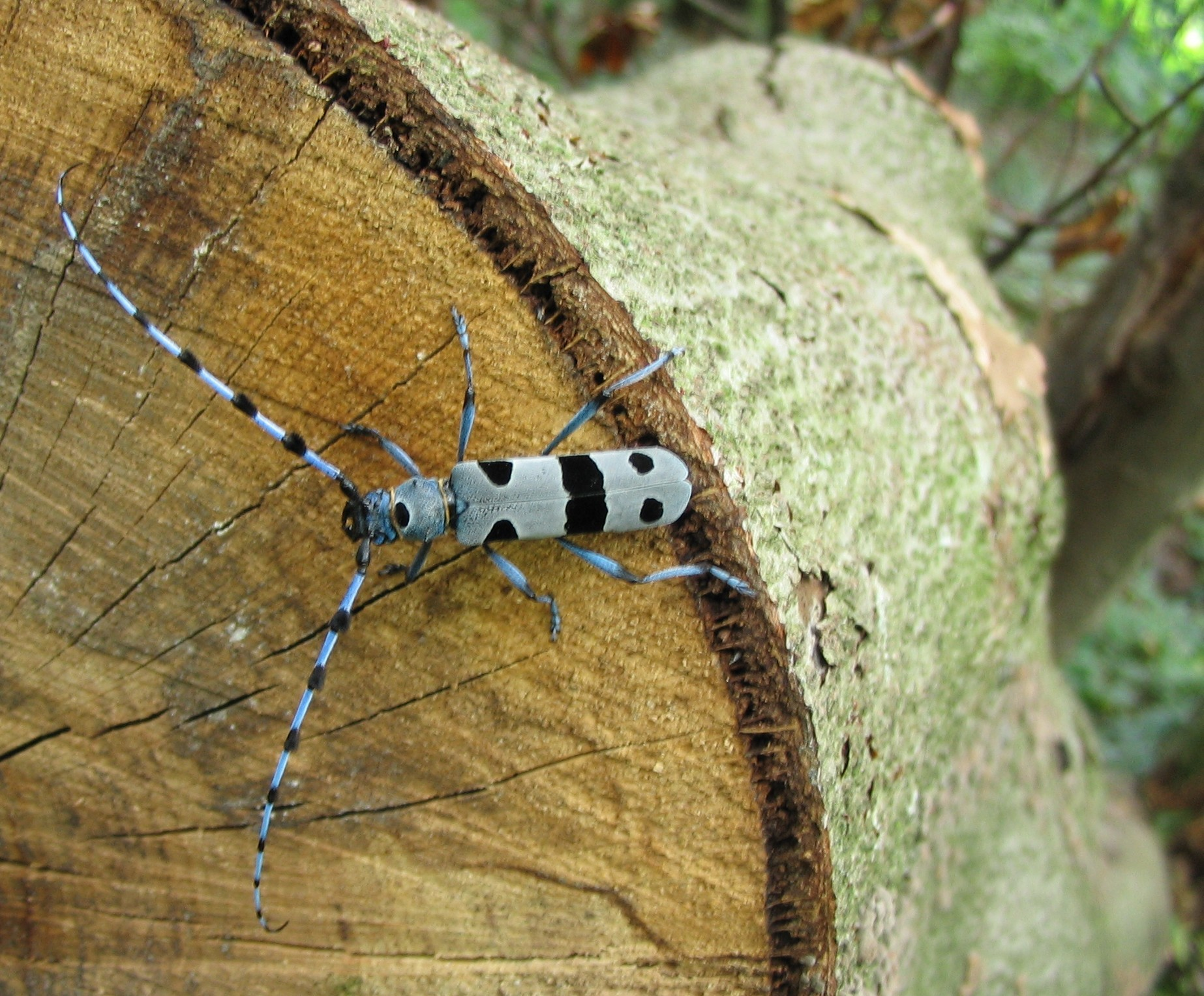
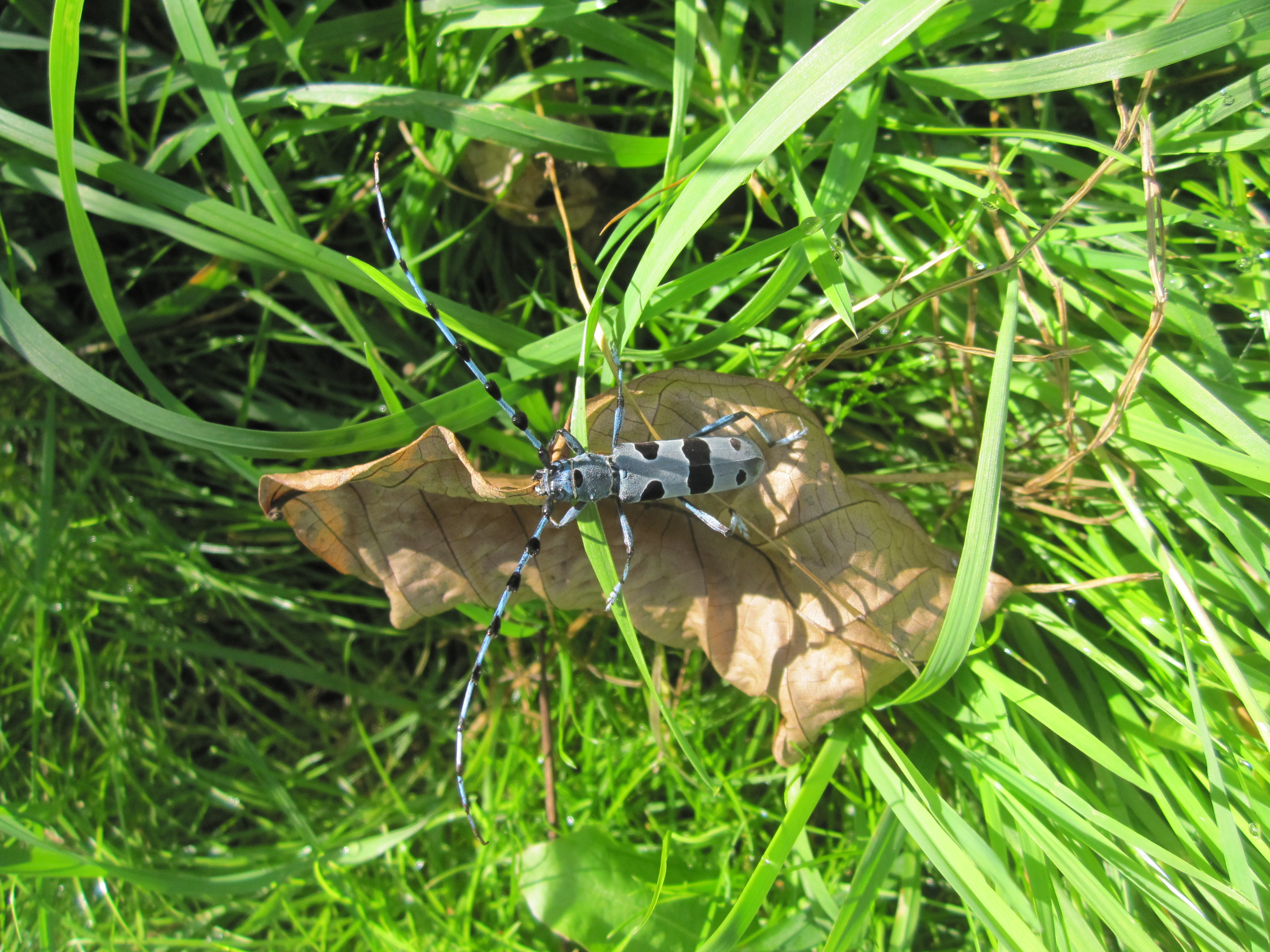
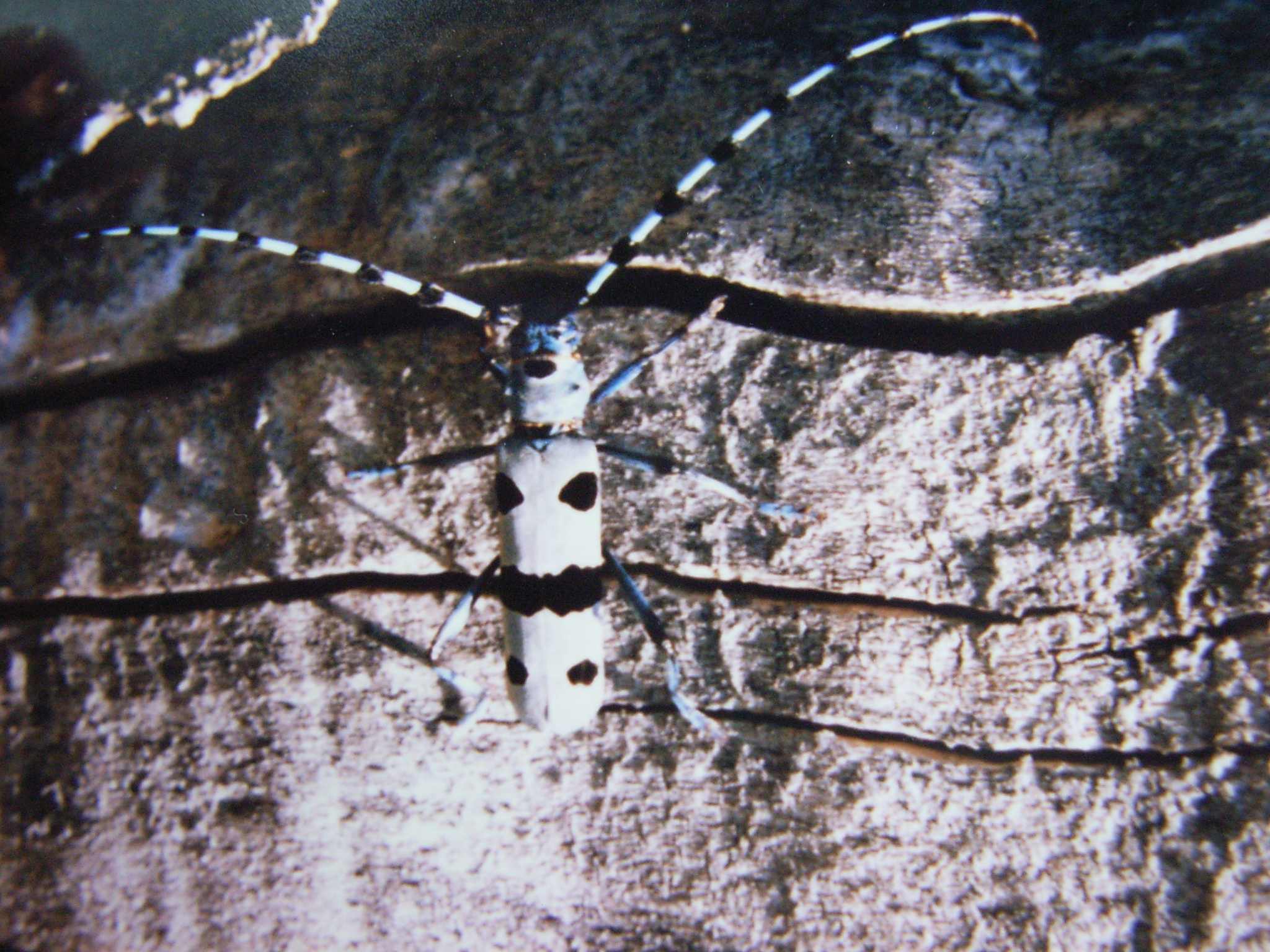
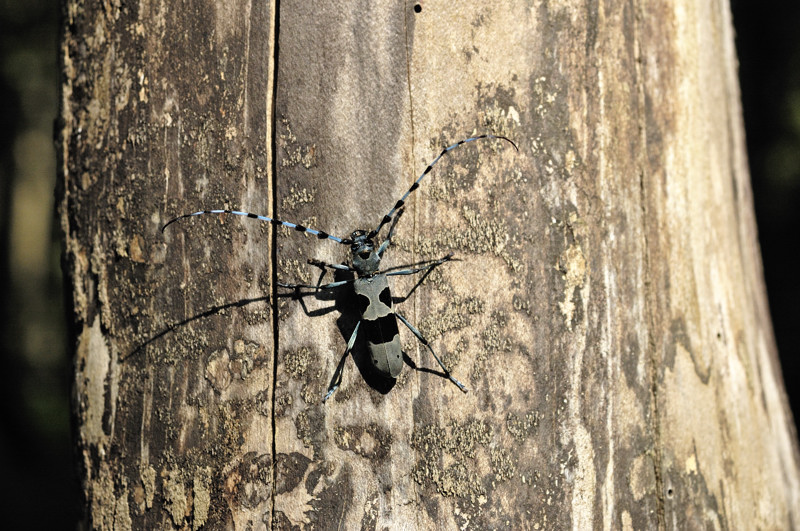